# Người Even
Người Even (từng được gọi là người Lamut nghĩa là "người đại dương" trong tiếng Even) (Эвены trong tiếng Nga) là một dân tộc sống ở Siberia và Viễn Đông Nga. Họ sống ở một số vùng của tỉnh Magadan và vùng Kamchatka và các phần phía bắc của Sakha thuộc phía đông sông Lena. Theo điều tra năm 2002, có 19.071 người Even tại Nga. Họ sử dụng ngôn ngữ mẹ đẻ là tiếng Even, một trong các ngôn ngữ Tungus. Người Even có quan hệ gần gũi với người Evenk về nguồn gốc và văn hóa. Về mặt chính thức, họ được coi là có đức tin Chính Thống giáo từ thế kỷ 19, song người Even vẫn duy trì các đức tin từ thời tiền Ki-tô giáo, như shaman giáo. Người Even làm những công việc như nuôi tuần lộc, săn bắn, đánh cá và đánh bẫy.
Tổ tiên của người Even được cho là đã thiên di từ khu vực dãy núi Ngoại Baikal đến các khu vực ven biển ở đông Siberia. Những người Ewen làm nghề chăn nuôi cũng cưỡi tuần lộc và sử dụng chó để kéo xe trượt. Kinh tế được phụ thêm bằng các cuộc đi săn mùa đông trong các phong tục trò chơi hoang dã. Những người đi săn đôi khi cũng cưỡi tuần lộc, đôi khi họ di chuyển bằng ván trượt gỗ.
Nơi ở truyền thống của người Even là các lều hình nón được bọc bằng da động vật. Ở các khu vực ven biển phía nam, da cá được sử dụng. Những người Even định cư sử dụng một loại hầm trú ẩn bằng đất và khúc gỗ. Nhà khô được dựng gần nhà ở để dự trữ cá và thịt đông lạnh.
Những năm tháng dưới thời Xô viết đánh dấu các biến đổi đáng kể trong cuộc sống của người Even. Xô viết đã tạo ra chữ viết cho họ và góp phần thanh toán nạn mù chữ của người Even vào những năm 1930. Nhiều người Even du mục lựa chọn sống định cư, gia nhập các kolkhoz và tham gia chăn nuôi gia súc và nông nghiệp.
Tuy nhiên, nhà báo David Remnick đã đề cập trong cuốn sách của ông là Lăng Lênin rằng việc cưỡng ép định cư người Even, những người vốn có cuộc sống du mục săn bắn hái lượm vào các thị trấn và làng mạc dưới thời Stalin đã tạo nên các vấn đề xã hội và tâm lý đáng kể đối với họ, đặc biệt là nghiện rượu và lạm dụng chất kích thích. Ông cũng đề cập rằng các trẻ em người Even đã bị tách khỏi gia đình để đến học tại các trường của nhà nước, với mục tiêu chủ yếu là đàn áp ngôn ngữ và văn hóa Even.